# Pedro Pareja Duque
Pedro Pareja Duque, meglio noto come Pedrito (Canet de Mar, 28 aprile 1989), è un ex calciatore spagnolo, di ruolo attaccante.